# Alexandre de Hales

Summa universae theologiae

Alexandre de Hales (1183-1245), també conegut com a Alesius, va ser un filòsof medieval pertanyent a l'escolàstica anglesa. Nascut a Halles Owen, destaca pels seus comentaris a Pere Llombard i el seu gran nivell en el debat, que va exercitar a la universitat de París i en més de 1500 pàgines d'escrits. Quan va entrar a l'orde dels franciscans, en 1222, va crear manuals d'estudi per als monjos joves, amb resums de teologia, on barrejava la doctrina catòlica amb els ensenyaments d'Aristòtil i els menys coneguts aleshores del Pseudo-Dionís l'Aeropagita.
Va defensar que els sagraments del baptisme, la confirmació i l'orde sacerdotal imprimeixen caràcter, idea de Sant Agustí que seria declarada dogma al Concili de Trento. També va plantejar una pregunta teològica de gran repercussió posterior: s'hauria encarnat Jesús si la humanitat no hagués pecat mai?